# Lago Kolleru
El lago Kolleru es uno de los lagos de agua dulce más grandes de la India ubicado en el estado de Andhra Pradesh y es a su vez el lago de agua dulce poco profundo más grande de Asia (con 245 km² de superficie lacustre y 302 km² de humedal total designado por Ramsar). Se encuentra a 15 kilómetros de Eluru y 65 km de Rajamahendravaram, entre los deltas del Krishna y el Godavari. Kolleru se divide entre dos distritos: Krishna y West Godavari. El lago se alimenta directamente del agua de los arroyos estacionales budameru y Tammileru, y está conectado a los sistemas de irrigación de los ríos Krishna y Godavari mediante más de 67 canales de riego mayores y menores. Es también una importante atracción turística. Muchas aves migran aquí en invierno, como la grulla siberiana, el ibis y el tántalo indio. El lago era un hábitat importante para aproximadamente 20 millones de aves residentes y migratorias, incluido el pelícano gris o de pico manchado (Pelecanus philippensis). El lago fue declarado santuario de vida silvestre en noviembre de 1999 en virtud de la Ley de Protección de la Vida Silvestre de la India de 1972, y designado humedal de importancia internacional en noviembre de 2002 en virtud de la Convención internacional de Ramsar. El santuario de vida silvestre cubre un área de 308 km2.

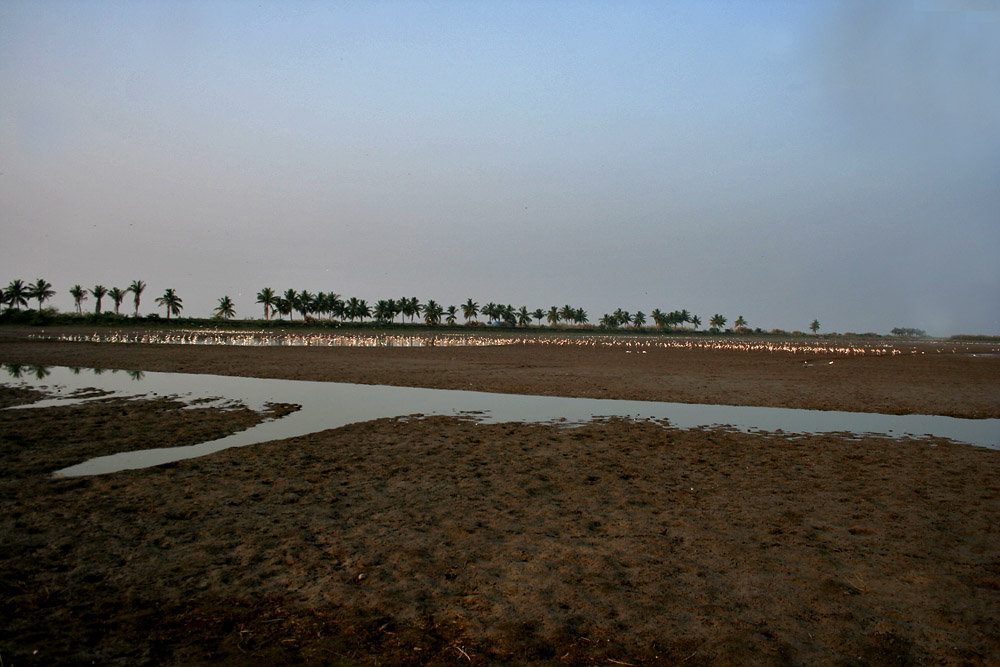
Garcetas, garzas reales, cigüeñas pintadas e ibis de cabeza negra reunidos por miles en el lago Kolleru, Andhra Pradesh, India.

El lago Kolleru bajo la protección del Convenio de Ramsar (que permite a las comunidades locales, en este caso Vaddi, continuar con la pesca) y los humedales que lo rodean, cubren 901 km2 y la parte del lago Kolleru y los humedales que forman el Santuario de Vida Silvestre cubren 672 km2.

## Estado actual del lago
En su día, se excavaron miles de estanques para peces, convirtiendo el lago en un mero sumidero. Esto tuvo un gran impacto en términos de contaminación, generando dificultades para obtener agua potable para la población local. Esto se ha sumado a la pérdida de diversidad ecológica y la intrusión de agua de mar en las masas de tierra y sus consecuencias en términos de influencia adversa en el patrón de precipitaciones en esta región. Este desequilibrio tiene un efecto adverso en los miles de hectáreas de cultivos en la parte alta del santuario, en vista de la interrupción del flujo de agua hacia el mar debido a la obstrucción de los diques de las peceras que han aparecido ilegalmente.

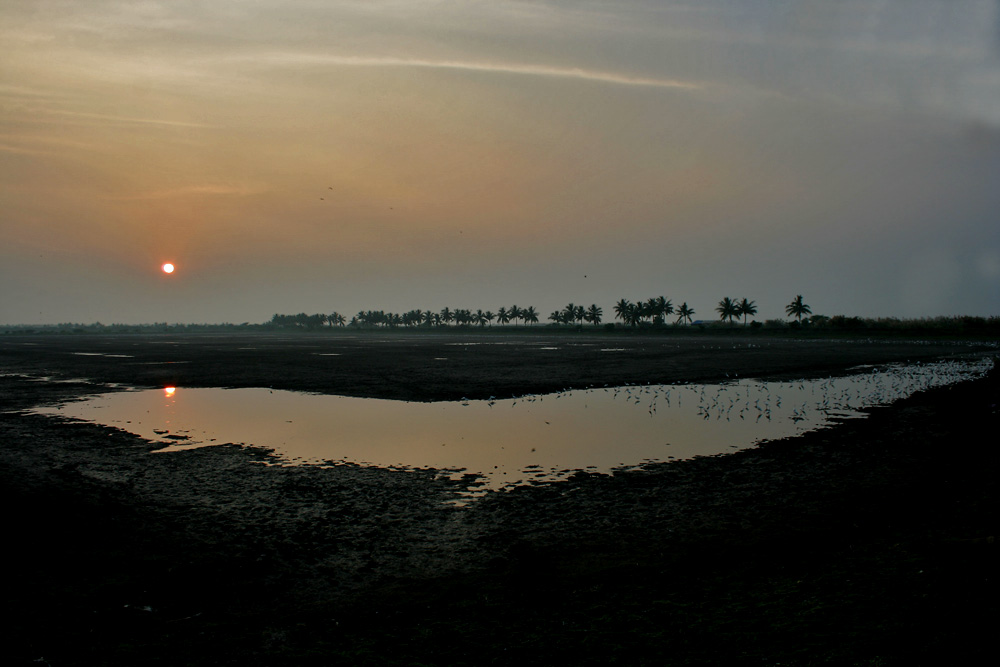
lago Kolleru

Las imágenes satelitales tomadas el 9 de febrero de 2001 por el satélite indio de detección remota encontraron que aproximadamente el 42% de los 245 km2 del lago estaban ocupados por la acuicultura, mientras que la agricultura había invadido otro 8,5%. El área de acuicultura constaba de 1.050 estanques de peces dentro del lago y 38 estanques de peces secos, que juntos cubrían un área de 103 km². Las ocupaciones agrícolas eran en su mayoría arrozales. Sorprendentemente, no se pudo encontrar agua clara en la imagen de satélite. El resto del lago se ve disminuido por el desvío de agua o está infestado de malezas como el carrizo y el jacinto de agua.
El lago, rico en flora y fauna, siempre había atraído aves migratorias del norte de Asia y Europa del Este, entre los meses de octubre y marzo. Durante esta temporada, el lago solía ser visitado por aproximadamente dos millones de aves.
Los pájaros residentes incluyen:
- pelícano oriental
- picotenaza asiático (Anastomus oscitans)
- tántalo indio ( Mycteria leucocephala),
- morito común
- ibis cabecinegro.

Los pájaros migratorios incluyen:
- pato colorado,
- cigüeñuela común,
- avoceta común,
- archibebe común ,
- silbón europeo,
- ánade friso,
- cormorán grande,
- cerceta carretona,
- garza imperial,
- flamenco común,
- cerceta americana,
- cuchara común y
- ánade rabudo.

El lago Kolleru contiene numerosos islotes fértiles llamados lankas; muchos de los pequeños quedan sumergidos durante las inundaciones. Se desconoce el origen de la peculiar depresión que forma el lecho del lago, pero posiblemente se deba a un terremoto. Por lo tanto, muchos pueblos antiguos se encuentran en el lecho del lago como resultado de inundaciones y terremotos. La construcción de industrias y fábricas cerca del lago hacen que el lago esté contaminando. Por eso, el gobierno también declaró la operación Kolleru.

## Historia

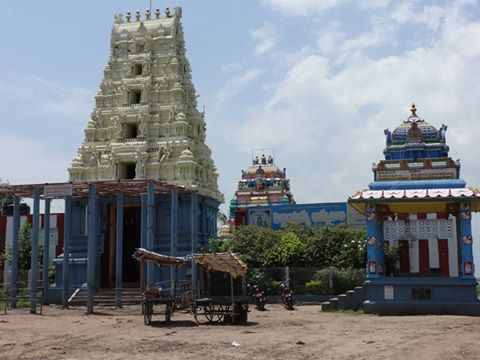
Templo de Sri Peddintlamma a orillas del lago Kollera

Se han encontrado dos placas de cobre en el lago, y se ha rastreado su historia hasta el reinado de la dinastía del Ganges Oriental. En el apogeo del poder de los Suryavamsi Gajapatis de Odisha, en el siglo XV, bajo el reinado de Kapilendra Deva, el primer emperador de la dinastía iksuakú, el límite del imperio Kalinga (Antigua Odisha) se extendía desde el río Ganges en el norte hasta Kaveri en el sur y desde Amarkantak en el oeste hasta la bahía de Bengala (Kalinga Sagara) en el este. Templo de Peddintlamma, Kolletikota

## Santuario

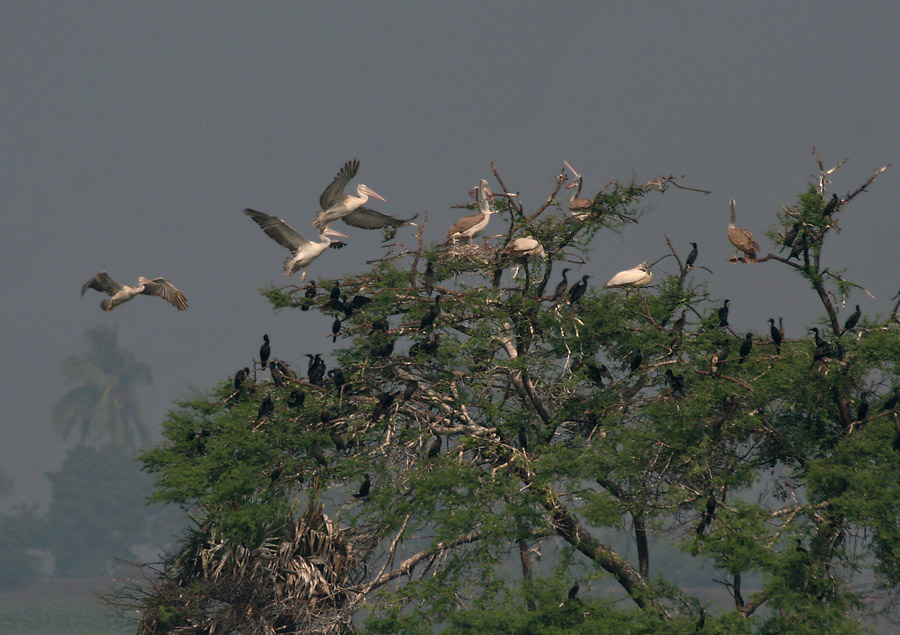
Pelecanus philippensis en Attapaka, en el lago Kolleru, en Andhra Pradesh, India.

El santuario tiene las siguientes torres de avistamiento para pájaros.
Atapaka: a 1,5 km de Kaikaluru para ver variedades de aves acuáticas. Tanque Murthyraju, a 8 km desde Nidamarru East Chodavaram y 25 km desde Eluru, donde las picotenazas anidan en colonias de julio a diciembre.

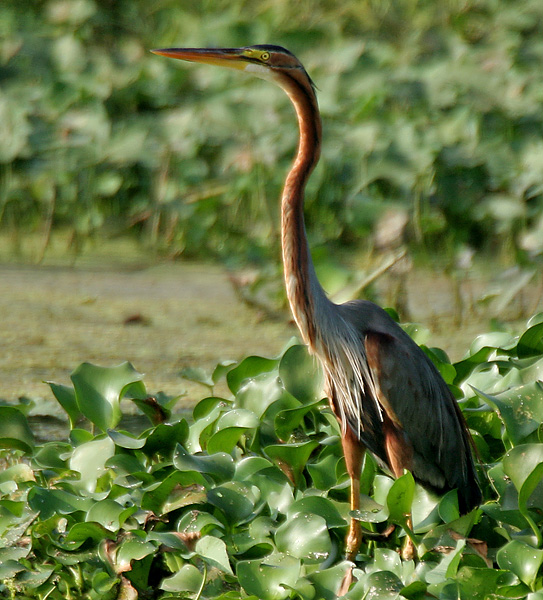
Garza imperial (Ardea purpurea) en Kolleru

Se puede acceder al santuario desde los cuatro lados del lago por carretera, directamente a los siguientes lugares:
- Atapaka – 2.5 km de la ciudad de Kaikaluru
- Bhujabalapatnam – 6 km desde Kaikaluru
- Palevada −9 km de la ciudad de kaikaluru
- Kovvada Lanka—7 km de la ciudad de Kaikaluru *Tanques Murthiraju – 8 km desde Nidamarru
- Gudivakalanka – 3 km de Gudivakalanka o 15 km de Eluru, la ciudad más cercana por carretera o ferrocarril.
- Prathikola Lanaka o 19 km de Eluru. La ciudad más cercana es Eluru, que está a 35 km por carretera.
- Kolletikota −18 km de Kaikalur.

### Alojamiento
Hoteles disponibles en Eluru, Bhimavaram, Narsapur, Palakollu, Kaikaluru, Akividu, Rajamahendravaram, Vijayawada y Machilipatnam.